# AN/PVS-14夜視儀
AN/PVS-14是美軍和北約成員國大量裝備的一種單筒式夜視儀，採用第3代影像增強管，目前主要由L-3勇士系統（L-3 Warrior Systems）和埃爾比特系統美國分公司（Elbit Systems of America）生產。它可透過吊帶套件戴在使用者的頭上，或直接安裝在加裝了適配器的戰術頭盔上使用。該夜視儀也可透過皮卡汀尼導軌安裝在武器上作為夜視瞄具使用。
PVS-14是美國陸軍大地勇士單兵作戰系統（Land Warrior）的一部份。
該夜視儀有數種衍生型，其中“NEPVS-14”是供應給執法機關使用的版本，它目前的分銷商為Morovision夜視儀公司（Morovision Night Vision）。
“AN/PVS”是根據聯合電子器材命名系統（Joint Electronics Type Designation System）的標準定下的代號，為“陸軍／海軍可攜式視角搜索器”（Army/Navy Portable Visual Search）的縮寫。

## 產品規格
- 解析度：64線對／毫米
- 膠卷：薄膠卷
- 選通：自動選通
- 亮度增益：從25到3,000 fL/fc以上可調
- 放大倍率：1倍
- 視界：40°
- 物鏡：f/1.2
- 目鏡：EFL 26毫米
- 屈光度調節：+4到−6
- 對焦範圍： 25厘米—無限
- 所需電壓：1.5伏特
- 電池：1枚AA電池
- 電池壽命：室溫下約50小時
- 重量：12.4安士（351.53克）
- 尺寸：4.5″（長度）× 2″（闊度）× 2.25″（高度）
- 操作溫度：−51°C到+49°C
- 儲存溫度： −51°C到+49°C

## 使用者

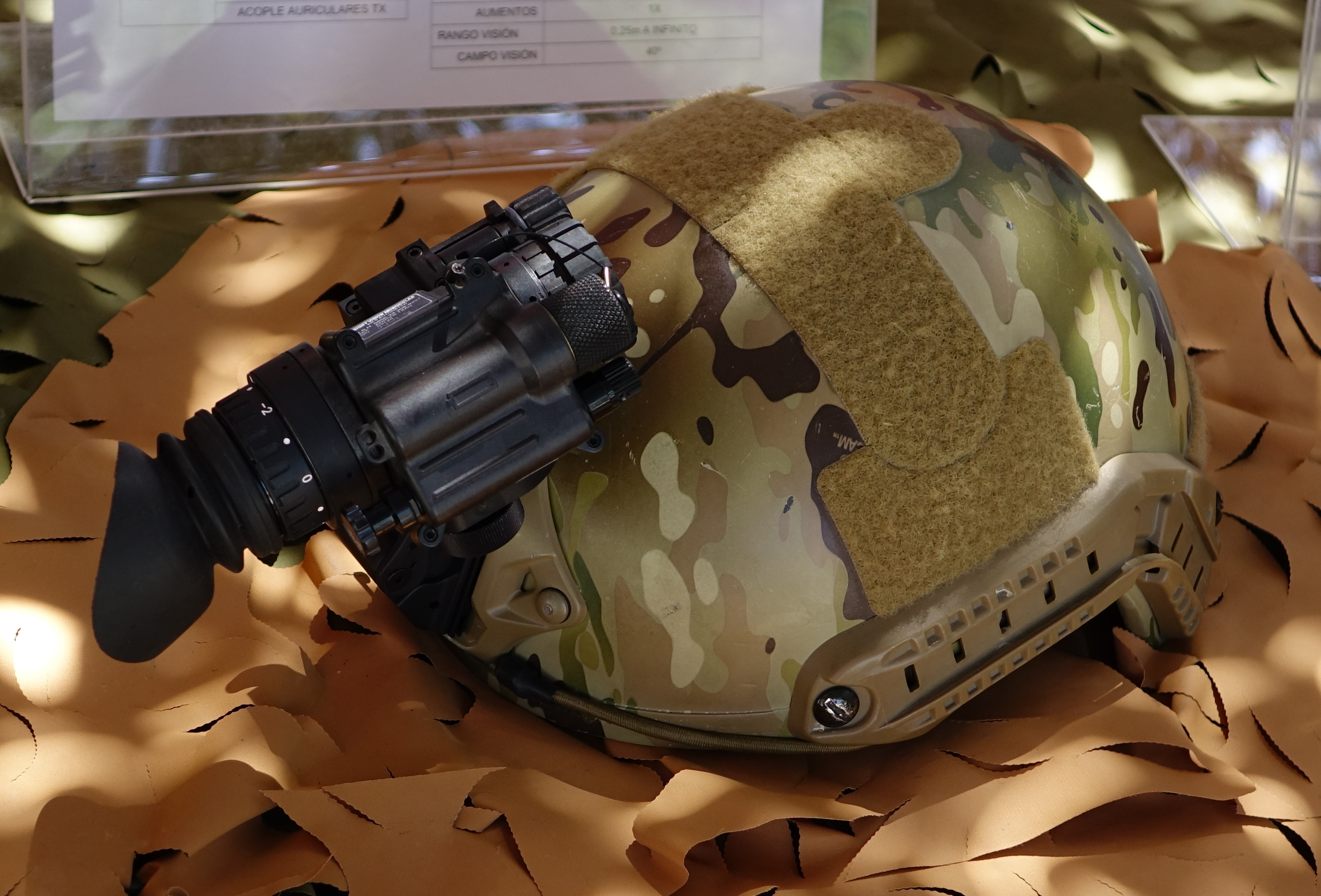
安裝在FAST頭盔上的PVS-14

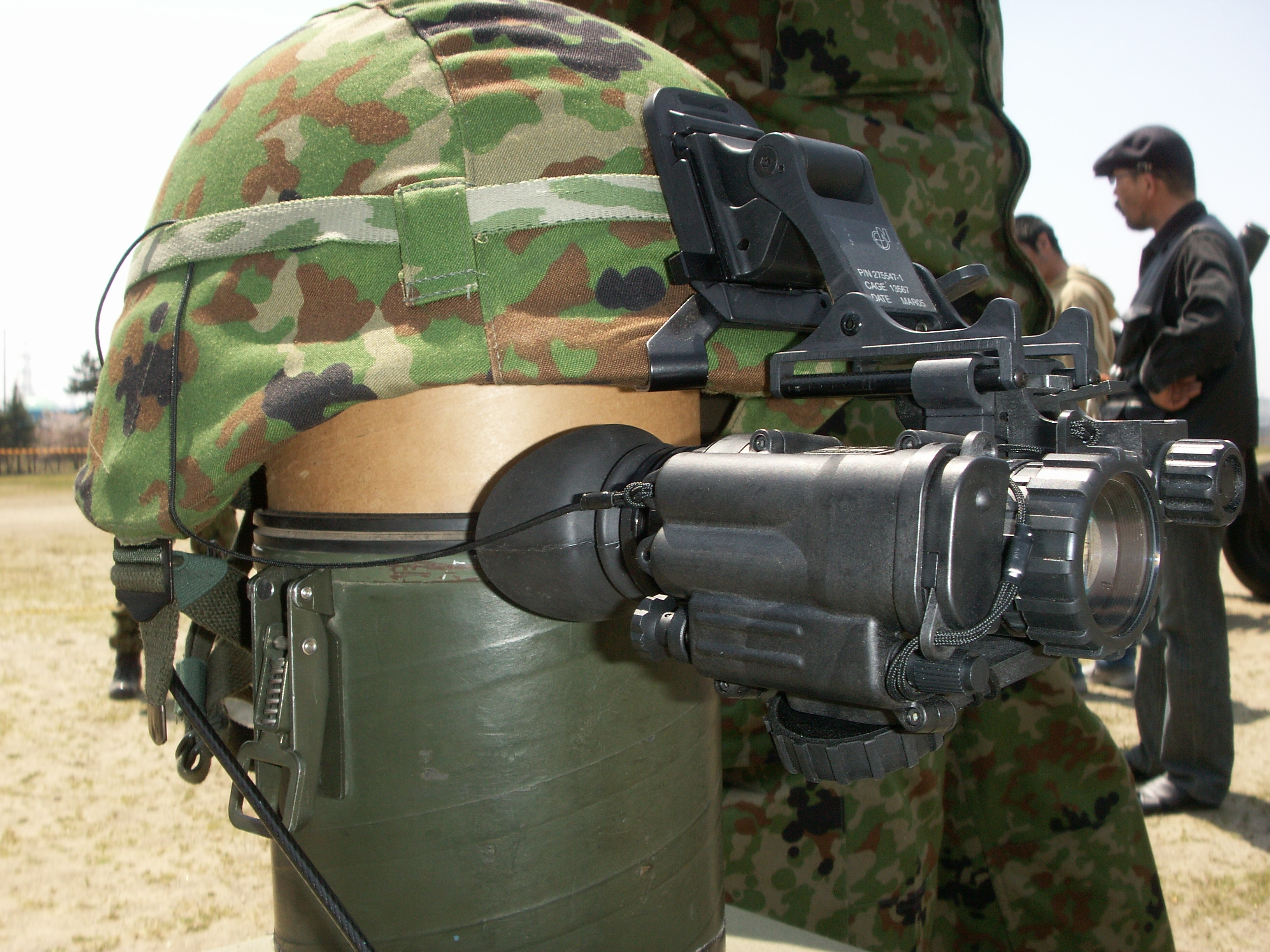
JGVS-V8為日本電氣授權生產的PVS-14

- 阿富汗
  - 阿富汗國民軍
  - 阿富汗內務部
- 阿富汗伊斯蘭酋長國
  - 伊斯蘭酋長國軍
  - 阿富汗內務部
- 阿根廷
  - 阿根廷軍隊
- 比利时
  - 比利時國防軍
- 加拿大
  - 加拿大軍隊
- 中华人民共和国：採用未授權仿製品。
  - 公安特警單位
- 丹麦
  - 丹麥國防軍
- 爱沙尼亚
  - 愛沙尼亞國防軍
- 法國
  - 法國國家警察
- - 喬治亞國防軍
- 香港
  - 香港警務處
- 印度尼西亞
  - 印度尼西亞國民軍
- 伊朗：採用未授權仿製品。
- 伊拉克
  - 伊拉克軍隊
- 以色列
  - 以色列國防軍
- 日本：使用由日本電氣授權生產型，JGVS-V8（日语：個人用暗視装置 JGVS-V8）。
  - 日本自衛隊
- - 肯尼亞國防軍
- - 大韓民國國軍
- 拉脫維亞
  - 拉脫維亞軍隊
- 蒙古国
  - 蒙古國武裝部隊
- 中華民國
  - 中華民國國軍
  - 警政署維安特勤隊
  - 海巡特勤隊
- 羅馬尼亞
  - 羅馬尼亞軍隊
- 俄羅斯
  - 聯邦安全局
  - 俄羅斯聯邦武裝力量特種作戰部隊
- 斯洛伐克
  - 斯洛伐克武裝部隊
- 西班牙
  - 西班牙軍隊
- 乌克兰
  - 烏克蘭軍隊
  - 烏克蘭安全局
- 英国
  - 英國軍隊
- 美国
  - 美國軍隊
  - 多個聯邦執法機關
  - 地方執法機關

## 另見
- M3夜視狙擊鏡
- AN/PVS-2夜視鏡
- AN/PSQ-20
- AN/PVS-31
- GPNVG-18全景式夜視儀

## 外部連結
- （页面存档备份，存于）